# Liste des sous-gouverneurs de la Banque de France
Cet article recense, par ordre chronologique, les personnalités qui occupent le poste de sous-gouverneur de la Banque de France.

## Liste
| Décret de nomination        | Décret de nomination | Premier sous-gouverneur            | Deuxième sous-gouverneur           |
| --------------------------- | -------------------- | ---------------------------------- | ---------------------------------- |
| 28 avril 1806 \| 4 mai 1806 |                      | Louis Charles Thibon               | Jean-Baptiste Rodier (d)           |
| 15 décembre 1832            |                      |                                    | Charles Vernes                     |
| 2 décembre 1833             |                      | Jean-Élie Gautier                  |                                    |
| 1er août 1857               |                      |                                    | Edmond Andouillé                   |
| 3 février 1858              |                      | Edmond Andouillé                   | Achille Antonetti                  |
| 23 juillet 1859             |                      |                                    | Charles-Pierre Doyen               |
| 30 avril 1866               |                      |                                    | Frédéric Cuvier                    |
| 19 octobre 1867             |                      | Frédéric Cuvier                    | Alexandre-Marie-Sébastien de Plœuc |
| 5 janvier 1878              |                      |                                    | Gustave Larsonnier                 |
| 8 décembre 1879             |                      |                                    | Eugène-Joseph Desmarest (d)        |
| 30 avril 1866               |                      |                                    | Frédéric Cuvier                    |
| 1er août 1889               | [ 1 ]                | Eugène-Joseph Desmarest (d)        | Léopold Renouard                   |
| 10 mai 1895                 | [ 2 ]                | Léopold Renouard                   | Georges-Auguste de Liron d'Airoles |
| 25 mai 1898                 | [ 3 ]                | Georges-Auguste de Liron d'Airoles | Hippolyte Morel                    |
| 22 avril 1900               | [ 4 ]                |                                    | Saint-Victor Chomereau-Lamotte     |
| 12 avril 1907               | [ 5 ]                | Henri-Camille Guernaut             |                                    |
| 30 octobre 1909             | [ 6 ]                |                                    | Gaston Lem (d)                     |
| 18 juillet 1911             | [ 7 ]                | Gaston Lem (d)                     | Charles Sergent                    |
| 28 décembre 1917            | [ 8 ]                |                                    | André Luquet (d)                   |
| 5 mars 1918                 | [ 9 ]                | André Luquet (d)                   | Eugène Morel                       |
| 5 novembre 1920             | [ 10 ]               | Eugène Morel                       | Paul Ernest-Picard (d)             |
| 1er décembre 1922           | [ 11 ]               | Paul Ernest-Picard (d)             | Omer-James Leclerc                 |
| 26 juin 1926                | [ 12 ]               | Omer-James Leclerc                 | Charles Rist                       |
| 20 novembre 1928            | [ 13 ]               | Charles Rist                       | Clément Moret                      |
| 6 février 1929              | [ 14 ]               | Clément Moret                      | Pierre-Eugène Fournier             |
| 27 septembre 1930           | [ 15 ]               | Pierre-Eugène Fournier             | Jules Guiraud                      |
| 20 juillet 1937             | [ 16 ]               | Jules Guiraud                      | Yves Bréart de Boisanger           |
| 28 octobre 1937             | [ 17 ]               | Yves Bréart de Boisanger           | Jean-Jacques Bizot                 |
| 8 septembre 1939            | [ 18 ]               |                                    | Jacques Rueff                      |
| 31 août 1940                | [ 19 ]               | René Villard                       |                                    |
| 22 janvier 1941             | [ 20 ]               |                                    | Henry de Bletterie                 |
| 22 décembre 1945            | [ 21 ]               | Henry de Bletterie                 | Jean Saltes (d)                    |
| 1er octobre 1952            | [ 22 ]               | Jean Saltes (d)                    | Pierre Calvet (d)                  |
| 8 février 1960              | [ 23 ]               | Pierre Calvet (d)                  | Pierre-Paul Schweitzer             |
| 7 janvier 1964              | [ 24 ]               | Pierre Calvet (d)                  | Bernard Clappier                   |
| 20 juillet 1966             | [ 25 ]               | Bernard Clappier                   | André de Lattre                    |
| 27 mars 1973                | [ 26 ]               | André de Lattre                    | Gabriel Rattier                    |
| 14 juin 1974                | [ 27 ]               | Gabriel Rattier                    | Renaud de La Genière               |
| 5 novembre 1974             | [ 28 ]               | Renaud de La Genière               | Marcel Théron                      |
| 11 décembre 1979            | [ 29 ]               | Marcel Théron                      | Alain Prate (d)                    |
| 10 décembre 1980            | [ 30 ]               | Alain Prate (d)                    | Gabriel Lefort (d)                 |
| 2 août 1984                 | [ 31 ]               | Michel Camdessus                   | Jacques Waïtzenegger (d)           |
| 14 novembre 1984            | [ 32 ]               | Jacques Waïtzenegger (d)           | Philippe Lagayette                 |
| 25 janvier 1990             | [ 33 ]               | Philippe Lagayette                 | Denis Ferman                       |
| 31 décembre 1992            | [ 34 ]               | Denis Ferman                       | Hervé Hannoun (tr)                 |
| 6 janvier 1994              | [ 35 ]               | Denis Ferman                       | Hervé Hannoun (tr)                 |
| 30 décembre 1999            | [ 36 ]               | Hervé Hannoun (tr)                 | Jean-Paul Redouin                  |
| 22 décembre 2005            | [ 37 ]               | Jean-Paul Redouin                  | Jean-Pierre Landau                 |
| 8 novembre 2011             | [ 38 ]               | Anne Le Lorier                     | Jean-Pierre Landau                 |
| 5 janvier 2012              | [ 39 ]               | Anne Le Lorier                     | Robert Ophèle                      |
| 28 juillet 2017             | [ 40 ]               | Anne Le Lorier                     | Denis Beau                         |
| 17 janvier 2018             | [ 41 ]               | Denis Beau                         | Sylvie Goulard                     |
| 8 février 2023              | [ 42 ]               | Denis Beau                         | Agnès Bénassy-Quéré                |
| 12 janvier 2024             | [ 43 ]               | Denis Beau                         | Agnès Bénassy-Quéré                |